# Rubus glomeratus
Rubus glomeratus är en rosväxtart som beskrevs av Carl Ludwig von Blume. Rubus glomeratus ingår i släktet rubusar, och familjen rosväxter. Inga underarter finns listade i Catalogue of Life.